# Xã Mingo, Quận Bates, Missouri
Xã Mingo (tiếng Anh: Mingo Township) là một xã thuộc quận Bates, tiểu bang Missouri, Hoa Kỳ. Năm 2010, dân số của xã này là 237 người.